# Zhucheng
Zhucheng, tidigare romaniserat Chucheng, är en stad på häradsnivå i som lyder under Weifangs stad på prefekturnivå i Shandong-provinsen i norra Kina. Den ligger omkring 230 kilometer öster om provinshuvudstaden Jinan.
Orten har totalt ca. 1,09 miljoner invånare som delar på 2&n'bsp;183 km². Från början hette staden Langya.

## Naturhistoriska fynd
I Zhucheng har man hittat flera dinosaurieskelett ända sedan paleontologer började besöka staden, det finns ett dinosauriemuseum i staden och staden har även givit namn till en dinosaurie - Zhuchengtyrannus.

## Administrativ indelning och geografi
Staden blev uppgraderad till stad på häradsnivå 1987 och har jurisdiktion över ett 20-tal orter, bl.a.:
- Xiangzhou,
- Shiqiaozi,
- Chenggezhuang,
- Mazhuang,
- Mengtuan,
- Jiayue,
- Zhigou,
- Haogezhuang,
- Huanghua,
- Taolinxiang,
- Taoyuanxiang,
- Baichihe,
- Changcheng,
- Zhujie

Sydöst om staden ligger berget Laotaoshan. Igenom staden rinner floden Fuqi, söder om staden.
Staden har även nära förbindelser till staden Qingdao, med tåg tar resan 1 timme. Man kan även ta tåg till Rizhao och Weifang från staden. De flesta invånarna är hankineser och talar Jiao Liaomandarin.

## Kända personer från orten
- Jiang Qing (1914-1991), Mao Zedongs hustru och en stor personlighet under Kulturrevolutionen;
- Kang Sheng (1898-1975), nära allierad till Jiang och verksam inom den kinesiska säkerhetstjänsten.